# Raville (Moselle)
Pour les articles homonymes, voir Raville.
Raville est une commune française située dans le département de la Moselle.

## Géographie
Raville est un village mosellan au bord de la route nationale 3, entre Bionville-sur-Nied et Fouligny. Il est traversé par la Nied allemande ; elle alimentait un moulin qui n’existe plus. Raville appartient à l'arrondissement de Metz-Campagne et au canton de Pange. Le code postal est 57530.

### Communes limitrophes
| Varize               | Bionville-sur-Nied |            |
|                      | Raville            | Fouligny   |
| Servigny-lès-Raville |                    | Guinglange |

### Hydrographie
La commune est située dans le bassin versant du Rhin au sein du bassin Rhin-Meuse. Elle est drainée par la Nied Allemande, le ruisseau de Machecourt et le ruisseau de Morfontaine.
La Nied allemande, d'une longueur totale de 57,9 km, prend sa source dans la commune de Guenviller et se jette  dans la Nied à Condé-Northen, après avoir traversé 23 communes.

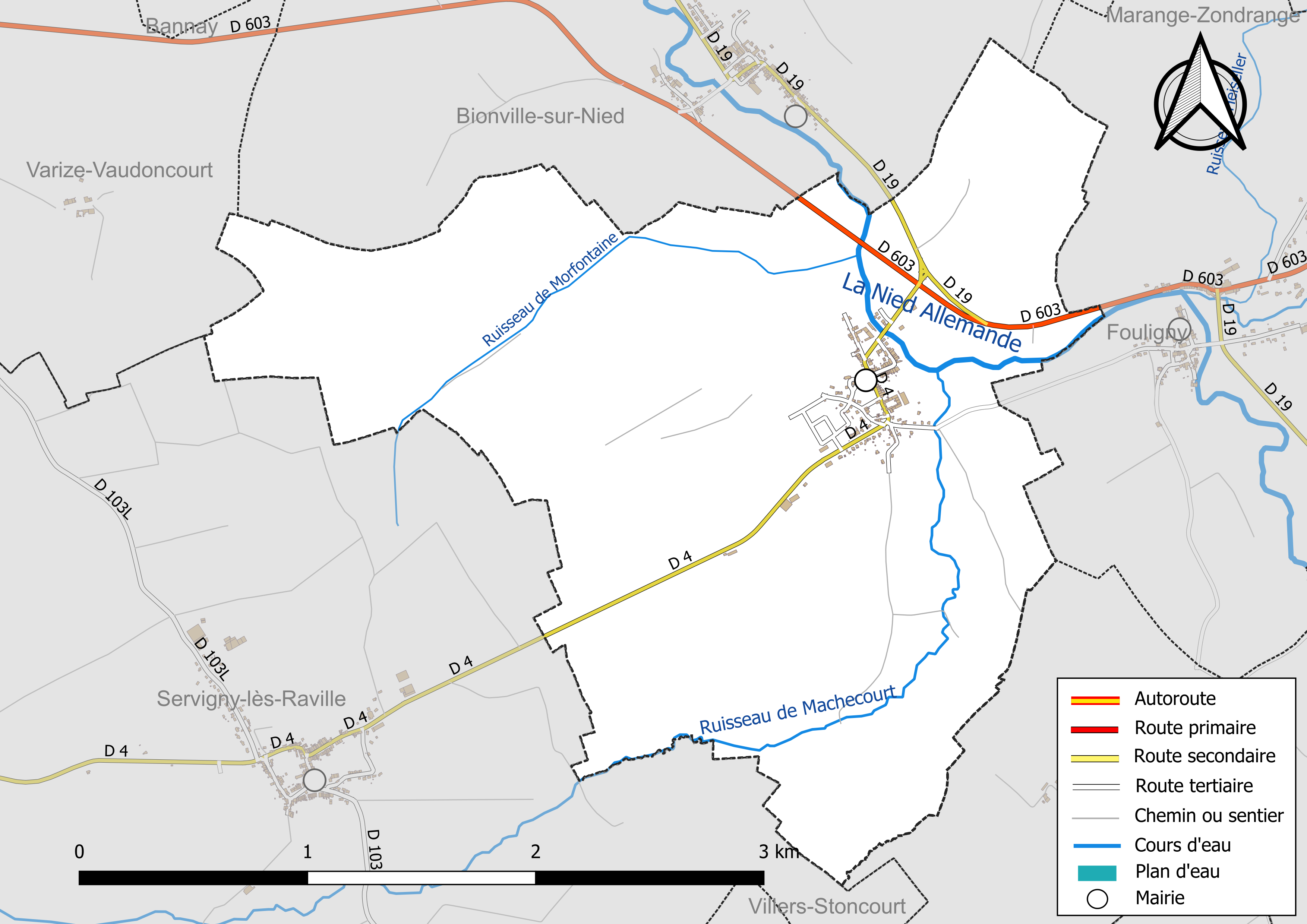
Réseaux hydrographique et routier de Raville.

La qualité des eaux des principaux cours d’eau de la commune, notamment de la Nied Allemande, peut être consultée sur un site spécial géré par les agences de l’eau et l’Agence française pour la biodiversité.

### Climat
Pour des articles plus généraux, voir Climat du Grand Est et Climat de la Moselle.
En 2010, le climat de la commune est de type climat océanique dégradé des plaines du Centre et du Nord, selon une étude du Centre national de la recherche scientifique s'appuyant sur une série de données couvrant la période 1971-2000. En 2020, Météo-France publie une typologie des climats de la France métropolitaine dans laquelle la commune est exposée à un climat semi-continental et est dans la région climatique  Lorraine, plateau de Langres, Morvan, caractérisée par un hiver rude (1,5 °C), des vents modérés et des brouillards fréquents en automne et hiver. 
Pour la période 1971-2000, la température annuelle moyenne est de 9,8 °C, avec une amplitude thermique annuelle de 16,9 °C. Le cumul annuel moyen de précipitations est de 806 mm, avec 11,9 jours de précipitations en janvier et 9,4 jours en juillet. Pour la période 1991-2020, la température moyenne annuelle observée sur la station météorologique de Météo-France la plus proche, « Lesse_sapc », sur la commune de Lesse à 14 km à vol d'oiseau, est de 10,7 °C et le cumul annuel moyen de précipitations est de 694,0 mm. 
La température maximale relevée sur cette station est de 40 °C, atteinte le 25 juillet 2019 ; la température minimale est de −20,7 °C, atteinte le 20 décembre 2009,,. 
Les paramètres climatiques de la commune ont été estimés pour le milieu du siècle (2041-2070) selon différents scénarios d'émission de gaz à effet de serre à partir des nouvelles projections climatiques de référence DRIAS-2020. Ils sont consultables sur un site spécial publié par Météo-France en novembre 2022.

## Urbanisme

### Typologie
Au 1er janvier 2024, Raville est catégorisée commune rurale à habitat dispersé, selon la nouvelle grille communale de densité à sept niveaux définie par l'Insee en 2022.
Elle est située hors unité urbaine. Par ailleurs la commune fait partie de l'aire d'attraction de Metz, dont elle est une commune de la couronne,. Cette aire, qui regroupe 245 communes, est catégorisée dans les aires de 200 000 à moins de 700 000 habitants,.

### Occupation des sols
L'occupation des sols de la commune, telle qu'elle ressort de la base de données européenne d’occupation biophysique des sols Corine Land Cover (CLC), est marquée par l'importance des territoires agricoles (91,9 % en 2018), une proportion sensiblement équivalente à celle de 1990 (92,1 %). La répartition détaillée en 2018 est la suivante : 
terres arables (73,3 %), prairies (18,7 %), forêts (4,1 %), zones urbanisées (4 %). L'évolution de l’occupation des sols de la commune et de ses infrastructures peut être observée sur les différentes représentations cartographiques du territoire : la carte de Cassini (XVIIIe siècle), la carte d'état-major (1820-1866) et les cartes ou photos aériennes de l'IGN pour la période actuelle (1950 à aujourd'hui).

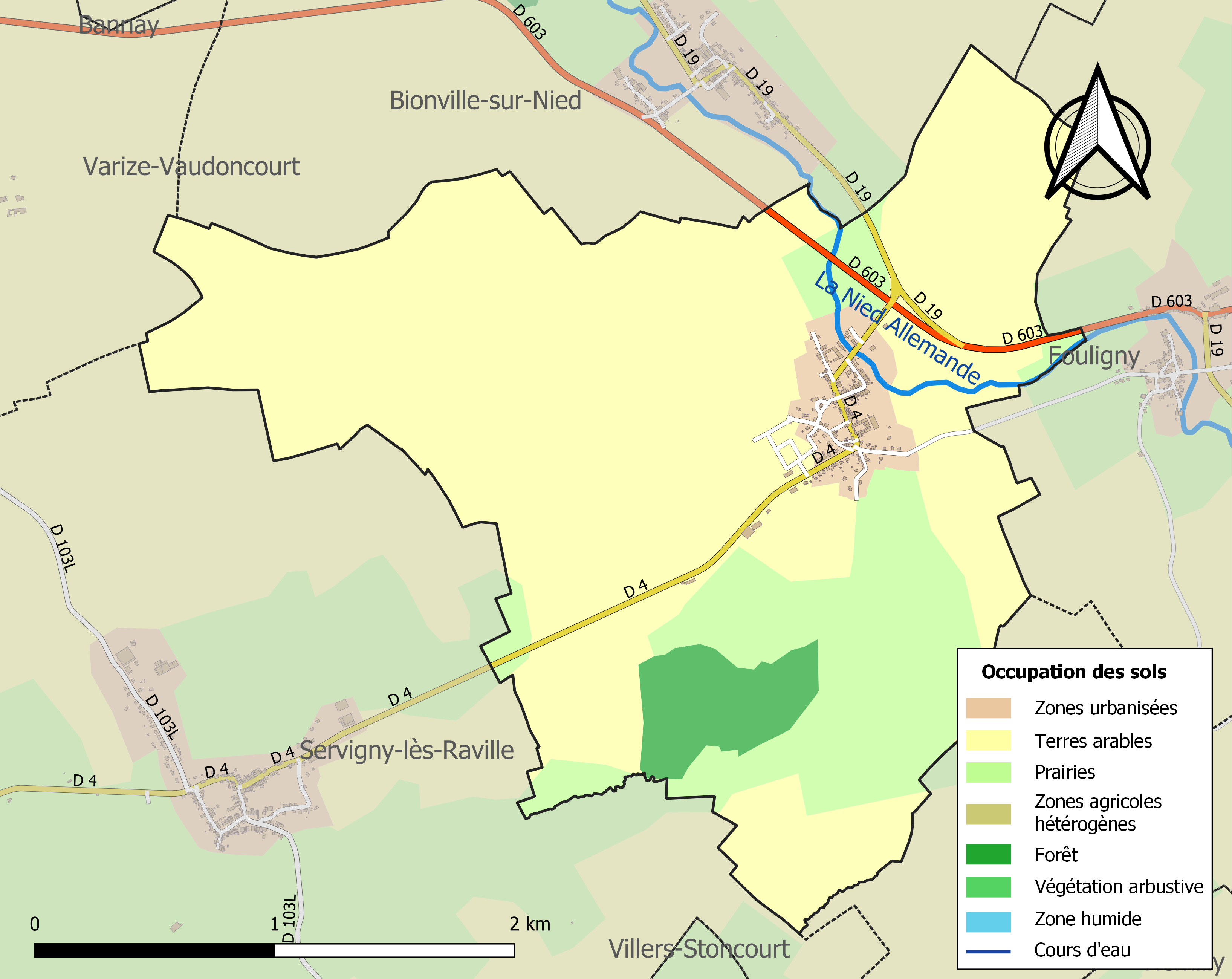
Carte des infrastructures et de l'occupation des sols de la commune en 2018 (CLC).

## Toponymie
- D'un nom de personne germanique Rado(n)[15]. Et selon les mentions : suivi du suffixe germanique -ing/-ingen ou l'appellatif toponymique -ville au sens ancien de « domaine rural, village ».
  - Radingua (926)[16], Radonis villa (XIe siècle), Roldinga (1179), Rahavilla (1128), Ruldengen (1142), Roldinges (1210), Rudingis (1267), Raldinga (1302), Rolingin (1309), Reuldingen et Ranwille (1344), Ruaville (1370), Ruldingen (1385), Ruldinga (1439), Roulingen (1481), Rollingen (1505), Rulling (1548), Rodlinguen (1594), Rullingen (1623), Roldinge (1681), Raville sur Nied (1779)[17].
- En allemand : Rollingen[17]. En lorrain roman : Rauvelle[17].

## Histoire
C'est une ancienne seigneurie de nom et d'armes et baronnie-fief du comté de Luxembourg, enclavée dans la Lorraine.
L’histoire de la commune est liée à celle de la famille luxembourgeoise de Raville (von Rollingen en allemand) qui avait un château à l’entrée du village, qui fut détruit pendant la Révolution française. Raville fut cédée par l'impératrice-reine en 1769 et placé dans le bailliage de Boulay et dépendait ensuite de l'ancienne province de Lorraine.

## Politique et administration
| Période                                  | Période                | Identité         | Étiquette | Qualité |
| ---------------------------------------- | ---------------------- | ---------------- | --------- | ------- |
| an VIII                                  | 1806                   | Joseph Velvert   |           |         |
| 1806                                     |                        | Pierre Girot     |           |         |
| 1946                                     | 1981                   | Louis Barbier    |           |         |
| mars 1983                                | mai 2014               | Jean-Paul Becker |           |         |
| mai 2014                                 | démission juillet 2015 | Francois Becker  |           |         |
| octobre 2015                             | En cours               | Michel Urban     |           |         |
| Les données manquantes sont à compléter. |                        |                  |           |         |

## Démographie
L'évolution du nombre d'habitants est connue à travers les recensements de la population effectués dans la commune depuis 1793. Pour les communes de moins de 10 000 habitants, une enquête de recensement portant sur toute la population est réalisée tous les cinq ans, les populations de référence des années intermédiaires étant quant à elles estimées par interpolation ou extrapolation. Pour la commune, le premier recensement exhaustif entrant dans le cadre du nouveau dispositif a été réalisé en 2008.

En 2022, la commune comptait 292 habitants, en évolution de +5,42 % par rapport à 2016 (Moselle : +0,52 %, France hors Mayotte : +2,11 %).
| 1793 | 1800 | 1806 | 1821 | 1836 | 1841 | 1861 | 1866 | 1871 |
| ---- | ---- | ---- | ---- | ---- | ---- | ---- | ---- | ---- |
| 401  | 367  | 411  | 453  | 413  | 414  | 393  | 380  | 330  |

| 1875 | 1880 | 1885 | 1890 | 1895 | 1900 | 1905 | 1910 | 1921 |
| ---- | ---- | ---- | ---- | ---- | ---- | ---- | ---- | ---- |
| 305  | 294  | 275  | 280  | 266  | 263  | 260  | 270  | 177  |

| 1926 | 1931 | 1936 | 1946 | 1954 | 1962 | 1968 | 1975 | 1982 |
| ---- | ---- | ---- | ---- | ---- | ---- | ---- | ---- | ---- |
| 187  | 184  | 190  | 147  | 170  | 167  | 168  | 129  | 176  |

| 1990 | 1999 | 2006 | 2008 | 2013 | 2018 | 2022 | - | - |
| ---- | ---- | ---- | ---- | ---- | ---- | ---- | - | - |
| 185  | 187  | 234  | 247  | 271  | 259  | 292  | - | - |

## Économie
- Le domaine de Raville, ancien corps de ferme rénové en espace de réception.
- Chambres d'hôtes Le vieux Nayeu.

## Culture locale et patrimoine

### Lieux et monuments
- Château du XIIe siècle, ruiné dès le début de la guerre de Trente Ans. Restauré à la fin du  XVIIe siècle il fut incendié ou détruit à la Révolution. Les ruines disparurent entièrement vers le milieu du XIXe siècle
- Trois tilleuls centenaires.
- Fartinge (ancien moulin, dénommé également Faitinga).
- Église Saint-Barthélemy datant de 1758 : autels XVIIIe siècle
- Calvaire datant de 1727.

### Personnalités liées à la commune
- Le compositeur Émile Goué (1904-1946) y séjourna en 1939-1940, mobilisé dans une compagnie de repérage par le son. Il y composa notamment son Concerto pour piano et sa Ballade sur un poème d’Emily Brontë.
- Les sœurs Marie Jeanne et Victorine Rehm, artistes peintres, sont nées à Raville.

### Blasonnement
| Blason de Raville (Moselle) | Blason  | De gueules à trois chevrons d'argent,.                 |
| Blason de Raville (Moselle) | Détails | Ce blason représente les armes primitives des Raville. |

## Animations
- Foyer rural.
- Brocante importante le 1er dimanche de mai.
- Éclosion d'Art en septembre, des artistes exposent dans les jardins.
- Marché de Noël en novembre.